# Llista d'obres literàries per número de traduccions
Aquesta és una llista d'obres literàries mes traduïdes de la humanitat (incloses novel·les, obres de teatre, sèries, col·leccions de poemes o contes, i assaigs i altres formes de no-ficció literària) ordenades pel nombre d'idiomes a les quals s'han traduïts. Només es tenen en compte les traduccions publicades per editors consagrats i independents, no les persones que s'autoediten traduccions (reals o automàtiques) a través de publicacions a la carta o en llocs web, per evitar recomptes inflats artificialment.
| Rang | Títol                                                     | Autor                         | Data              | Nombre d'idiomes amb font                                                                                               | Idioma original            |
| ---- | --------------------------------------------------------- | ----------------------------- | ----------------- | --- | -------------------------- |
| 1    | La Bíblia                                                 | Vegeu Bíblia                  | Vegeu Bíblia      | 3.384 (almenys un llibre) 2.191 (almenys Nou Testament) 698 (Antic i Nou Testament, incloent els llibres protocanònics) | hebreu, arameu, grec koiné |
| 2    | Les aventures de Pinotxo                                  | Carlo Collodi                 | 1883              | 240-260 | italià                     |
| 3    | Daodejing                                                 | Laozi                         | 400 aC            | >250 | xinès                      |
| 4    | Les aventures d'Alícia al país de les meravelles          | Lewis Carroll                 | 1865              | 174 | anglès                     |
| 5    | El Camí a Crist                                           | Ellen G. White                | 1892              | >160 | anglès                     |
| 6    | El Ingenioso Hidalgo Don Quixote de la Mancha             | Miguel de Cervantes Saavedra  | 1615              | >140 (complet i porcions)                                                                                               | espanyol                   |
| 7    | Contes de fades d'Andersen                                | Hans Christian Andersen       | 1835–1852         | 129 | danès                      |
| 8    | Astèrix                                                   | René Goscinny i Albert Uderzo | 1959–present      | 115 (no tots els volums estan disponibles en tots els idiomes)                                                          | francès                    |
| 9    | Llibre del Mormó                                          |                               | 1830              | 110 | anglès                     |
| 10   | La revolució vertical: o per què els humans caminen dret  | Ngũgĩ wa Thiong'o             | 2016              | 100 | kikuyu                     |
| 11   | Les aventures de Tintín                                   | Hergé                         | 1929–1976         | 96 (no tots els volums estan disponibles en tots els idiomes)                                                           | francès                    |
| 12   | Imitació de Crist                                         | Tomàs de Kempis               | 1418              | 95 | llatí                      |
| 13   | Harry Potter                                              | J. K. Rowling                 | 1997–2007         | 80 | anglès                     |
| 14   | Winnie-the-Pooh                                           | A. A. Milne                   | 1926              | >50 | anglès                     |
| 15   | El diari d'Anne Frank                                     | Anna Frank                    | 1947              | 73 | neerlandès                 |
| 16   | El camí cap a la felicitat                                | L. Ron Hubbard                | 1980              | >70 | anglès                     |
| 17   | L'expedició Kon-Tiki: en bassa a través dels mars del sud | Thor Heyerdahl                | 1948              | >70 | noruec                     |
| 17   | Pippi Calcesllarges                                       | Astrid Lindgren               | 1945              | 70 | suec                       |
| 19   | L'Alquimista                                              | Paulo Coelho                  | 1988              | 70 | portuguès                  |
| 20   | El món de Sofia                                           | Jostein Gaarder               | 1991              | 65 | noruec                     |
| 21   | Les aventures de Huckleberry Finn                         | Mark Twain                    | 1885              | 65 | anglès                     |
| 22   | 1984                                                      | George Orwell                 | 1949              | 65 | anglès                     |
| 23   | A través del mirall i allò que Alícia hi va trobar        | Lewis Carroll                 | 1871              | 65 | anglès                     |
| 24   | Isha Upanishad                                            | Diversos                      | 500 aC            | 64 | sànscrit                   |
| 25   | Kalevala                                                  | Elias Lönnrot (compilador)    | 1835/1849         | 61 | finès                      |
| 26   | Quo vadis?                                                | Henryk Sienkiewicz            | 1895              | 59 | polonès                    |
| 27   | El Hòbbit                                                 | J. R. R. Tolkien              | 1937              | 58 | anglès                     |
| 28   | Les aventures del bon soldat Švejk                        | Jaroslav Hašek                | 1923              | 58 | Txec                       |
| 29   | Bhagavad Gita                                             | Vyasa                         | 200 aC            | 58 | sànscrit                   |
| 30   | El Senyor dels Anells                                     | J. R. R. Tolkien              | 1954–1955         | 57 idiomes, amb 87 traduccions en total                                                                                 | anglès                     |
| 31   | Les coses s'esfondren                                     | Chinua Achebe                 | 1958              | 57 | anglès                     |
| 32   | Casa de nines                                             | Henrik Ibsen                  | 1879              | 56 | noruec                     |
| 33   | Set breus lliçons de física                               | Carlo Rovelli                 | 2014              | 52 | italià                     |
| 36   | No em deixis mai                                          | Kazuo Ishiguro                | 2005              | 52 | anglès                     |
| 37   | El noi del pijama de ratlles                              | John Boyne                    | 2006              | 52 | anglès                     |
| 38   | La casa de Pooh Corner                                    | A. A. Milne                   | 1928              | 51 idiomes, amb 96 traduccions en total                                                                                 | anglès                     |
| 39   | Alcorà                                                    |                               | 650               | 50 (complet), 114 (porcions)                                                                                            | Àrab clàssic               |
| 40   | Autobiografia d'un iogui                                  | Paramahansa Yogananda         | 1946              | 50 | anglès                     |
| 41   | Heidi                                                     | Johanna Spyri                 | 1880              | 50 | alemany                    |
| 42   | Fora robant cavalls                                       | Per Petterson                 | 2003              | 50 | noruec                     |
| 43   | Les Cròniques de Nàrnia                                   | C. S. Lewis                   | 1950–1957         | 47 | anglès                     |
| 44   | El pont de la Drina                                       | Ivo Andrić                    | 1945              | 47 | serbocroat                 |
| 44   | La història de San Michele                                | Axel Munthe                   | 1929              | >45 | anglès                     |
| 45   | El general de l'exèrcit mort                              | Ismail Kadare                 | 2003              | 45 | albanès                    |
| 46   | L'estrany                                                 | Albert Camus                  | 1942              | 45 | francès                    |
| 47   | L'eruga molt afamada                                      | Eric Carle                    | 1969              | 45 | Anglès                     |
| 48   | El codi Da Vinci                                          | Dan Brown                     | 2003              | 44 | anglès                     |
| 49   | Els Moomins                                               | Tove Jansson                  | 1945              | 43 | suec                       |
| 50   | Les ciutats invisibles                                    | Italo Calvino                 | 1972              | 42 | italià                     |
| 51   | Tirukkural                                                | Tiruvalluvar                  | ca. 100 aC–500 dC | 42 | tamil                      |
| 52   | Les roses angleses                                        | Madonna                       | 2003              | 42 | anglès                     |
| 53   | Expiació                                                  | Ian McEwan                    | 2001              | 42 | anglès                     |
| 54   | El gran Gatsby                                            | F. Scott Fitzgerald           | 1925              | 42 | anglès                     |
| 55   | El caçador d'estels                                       | Khaled Hosseini               | 2003              | 42 | anglès                     |
| 56   | Solaris                                                   | Stanislaw Lem                 | 1961              | 42 | polonès                    |
| 57   | A Series of Unfortunate Events                            | Lemony Snicket                | 1999–2006         | 41 | anglès                     |
| 58   | Sinuhé, l'egipci                                          | Mika Waltari                  | 1945              | 41 | finlandès                  |
| 59   | El lleopard                                               | Jo Nesbo                      | 2009              | 40 | Noruec                     |
| 60   | Abans d'anar a dormir                                     | S. J. Watson                  | 2011              | 40 | anglès                     |
| 61   | Miffy                                                     | Dick Bruna                    | 1955              | 40 | holandès                   |
| 62   | Os Paddington                                             | Michael Bond                  | 1958              | 40 | Anglès                     |
| 63   | La tragèdia de l'home                                     | Imre Madách                   | 1861              | 40 | hongarès                   |
| 64   | El Profeta                                                | Kahlil Gibran                 | 1923              | 40 | inglés                     |
| 65   | Amsterdam                                                 | Ian McEwan                    | 1998              | 39 | anglès                     |
| 66   | La Familia de Pascual Duarte                              | Camilo José Cela              | 1942              | 39 | espanyol                   |
| 67   | Cançó de gel i foc                                        | George R. R. Martin           | 1996-present      | 39 | anglès                     |
| 68   | Diccionari dels khàzars                                   | Milorad Pavić                 | 1984              | 39 | serbi                      |
| 69   | El silenci a l'era del soroll                             | Erling Kagge                  | 2016              | 38 | noruec                     |
| 70   | El llibreter de Kabul                                     | Åsne Seierstad                | 2002              | 38 | noruec                     |
| 71   | Mr. Peabody's Apples                                      | Madonna                       | 2003              | 38 | Anglès                     |
| 72   | Discmón                                                   | Terry Pratchett               | 1983–2015         | 37 o 38 | Anglès                     |
| 73   | La pell freda                                             | Albert Sánchez Piñol          | 2002              | 37 | Català                     |
| 74   | El llibre dels miralls                                    | Eugen Chirovici               | 2017              | 37 | Anglès                     |
| 75   | El perfum                                                 | Patrick Süskind               | 1985              | 37 | alemany                    |
| 76   | Anne of Green Gables                                      | Lucy Maud Montgomery          | 1908              | 36 | Anglès                     |
| 77   | Tòquio blues                                              | Haruki Murakami               | 1987              | 36 | japonès                    |
| 78   | Dents blanques                                            | Zadie Smith                   | 1999              | 36 | Anglès                     |
| 79   | Cien años de soledad                                      | Gabriel García Márquez        | 1967              | > 35 | espanyol                   |
| 80   | Dead Until Dark                                           | Charlaine Harris              | 2001              | 35 | Anglès                     |
| 81   | El conte de Peter Rabbit                                  | Helen Beatrix Potter          | 1902              | 35 | Anglès                     |
| 82   | Totto-chan, la nena de la finestra                        | Tetsuko Kuroyanagi            | 1981              | 35 | japonès                    |
| 83   | Pan Tadeusz                                               | Adam Mickiewicz               | 1834              | 34 | polonès                    |
| 84   | La plaça del Diamant                                      | Mercè Rodoreda                | 1962              | 34 | català                     |
| 85   | El joc d'Ender                                            | Orson Scott Card              | 1985              | 33 | Anglès                     |
| 86   | Allò que el vent s'endugué                                | Margaret Mitchell             | 1936              | 32 | Anglès                     |
| 87   | Bambi: A Life in the Woods                                | Felix Salten                  | 1923              | 32 Compilat per Markus Lång. Recuperat el 8 de desembre de 2016. (Nota: el serbocroat no s'inclou al recompte total.)   | alemany                    |
| 88   | Capità Calçotets                                          | Dav Pilkey                    | 1997–2015         | 31 | Anglès                     |
| 89   | Art                                                       | Yasmina Reza                  | 1994              | 30 | francès                    |
| 90   | Buddenbrooks                                              | Thomas Mann                   | 1901              | 30 | alemany                    |
| 91   | Perseguint Vermeer                                        | Blue Balliett                 | 2003              | 30 | Anglès                     |
| 92   | Isadora Moon                                              | Harriet Muncaster             | 2016              | 30 | Anglès                     |
| 93   | Spiderwick                                                | Tony DiTerlizzi i Holly Black | 2003              | 30 | Anglès                     |
| 94   | L'agència de detectius de dones número 1                  | Alexander McCall Smith        | 1998              | 30 | Anglès                     |
| 95   | Els pilars de la Terra                                    | Ken Follett                   | 1989              | 30 | Anglès                     |
| 96   | Genji Monogatari                                          | Murasaki Shikibu              | 1001              | 30 | japonès                    |
| 97   | Sota el jou                                               | Ivan Vazov                    | 1893              | 30 | Búlgar                     |